# Хеффернан, Аарон
Аарон Хеффернан (англ. Aaron Heffernan; род. 23 февраля 1990) — ирландский актёр, который известен по ролям в сериалах «Любовь/Ненависть», «Голяк», «Одержимость: Темные желания» и «Война миров».

## Биография
Хеффернан вырос в Дублине. Его отец Дэвид — радиопродюсер. У Аарона есть два старших брата: Саймон, личный тренер по фитнесу, и Джесси, хип-хоп исполнитель. Его двоюродная сестра — модель Талия Хеффернан. Он изучал драму и классику в Тринити-колледже Дублина. В 2012 году вместе с однокурсником и актёром Джеком Глисоном он стал соучредителем Collapsing Horse Theater Company.

## Фильмография
| Год       | Название                          | Роль                                     |
| --------- | --------------------------------- | ---------------------------------------- |
| 2005      | Гарри Поттер и Кубок огня         | Укротитель драконов (в титрах не указан) |
| 2013      | Алан Партридж: Альфа Отец         | Отряд Дэнни                              |
| 2014      | Ядовитое перо                     | Курт                                     |
| 2013—2014 | Любовь/Ненависть                  | Детектив Гэвин                           |
| 2016      | Одержимость: Темные желания       | Рамон                                    |
| 2016—2018 | Мама                              | Райан                                    |
| 2017      | В пустыне смерти                  | Дьюри                                    |
| 2018      | Титан                             | Капрал Зейн Горски                       |
| 2018      | Призрачная башня                  | Марин                                    |
| 2018      | Хан Соло. Звёздные войны: Истории | Имперский грязевой солдат                |
| 2018      | Дублинский олдскул                | Аарон                                    |
| 2018      | Харт-метал                        | Алан                                     |
| 2019      | На этот раз с Аланом Партриджем   | Джино                                    |
| 2019      | Суперстарики                      | Флинн                                    |
| 2019—2021 | Война миров                       | Эш Даниэль                               |
| 2019—н.в. | Голяк                             | Эш Деннингс                              |
| 2022      | Атланта                           | Демарко                                  |